# Jean-Etienne Rey
Jean-Etienne Rey (Tolosa de Llenguadoc, 3 d'agost de 1832 - 9 de gener de 1923) fou un compositor francès.
Començà en la seva vila nadiua l'educació musical que més tard amplià en el Conservatori de Paris, allà va conèixer la cantant Balla, amb la que va contreure matrimoni, i a la que acompanyà en els seus viatges artístics per Itàlia, Bèlgica, Espanya i Portugal, sense deixar per aquest motiu la seva feina de compositor.
L'obra d'aquest compositors és molt fecunda i abraça gèneres diversos, havent publicat:
- Una Sonata pastoral
- A la jeunesse (col·lecció de sis melodies a una veu)
- Les harmonies du Christienisme (col·lecció de 12 melodies religioses, també a una veu)
- Diverses Misses
- Quatre cors religiosos a 4 veus, per a homes
- (O salutaris, Pie Jesu, Ave Maria i Te Deum)
- Altres cors igualment profans a 4 veus d'homes
- Sonates
- Peces per a piano
- Melodies religioses amb acompanyament d'orgue o piano

El 1856 feu executar en la seva ciutat natal el gran oratori en dues parts Le Martyre de Saint-Serni, i el 1864 estrenà a Bordeus la seva òpera en cinc actes La gitana.
Entre les seves altres obres teatrals cal citar:
- J'ai couplé le roi (òpera còmica)
- L'amour villageois (òpera còmica)
- Stribor (òpera còmica)
- Le talísman des Sultanes (òpera bufa en tres actes)
- Balthazar, gran òpera en quatre actes
- Iréne, òpera en cinc actes